# Johan 6. af Portugal
Johan 6. (portugisisk: Dom João VI; 13. maj 1767 – 10. marts 1826) var konge af Det Forenede Kongerige Portugal, Brasilien og Algarve 1816-1822. Det forenede kongerige ophørte ved Brasiliens uafhængighedserklæring i 1822, men Johan 6. forsatte som konge, indtil han selv anerkendte uafhængigheden i 1825 (i henhold til Rio de Janeiro-traktaten), hvorefter han fortsatte som udelukkende konge af Portugal og Algarve indtil sin død i 1826. I forbindelse med førnævnte traktat blev han udnævnt til titulær kejser af Brasilien på livstid, mens hans søn, Pedro 1., der havde erklæret landet uafhængigt, var både de facto og de jure kejser af det nye land.
Johan 6. blev født i Lissabon 1767 som søn af Peter 3. og dronning Maria 1.. Oprindeligt var han ikke udset til at være tronfølger, men da hans ældre bror, prins José, døde i en alder af kun 27 år i 1788, blev Johan tronfølger.
Før han tiltrådte den portugisiske trone, bar han titlen Hertug af Braganza, Hertug af Beja og prins af Brasilien. På grund af hans mors, Maria 1., psykiske sygdom, blev Johan regent i 1799. Til sidst lykkedes det han at overtage tronen fra sin mor, selvom det ikke gav han flere beføjelser, end han allerede havde som regent.
Som en af de sidste opretholdere af enevælden levede han i en turbulent periode, hvor fred aldrig varede særlig længe. De store kongedømmer som England, Frankrig og Spanien blandede sig jævnligt i portugisiske anliggender. Han blev tvunget til at flygte til den daværende portugisiske koloni Brasilien, da Napoleon Bonaparte startede sit europæiske erobringstogt. Brasilien blev i samme omgang ophøjet til kongerige. Han blev tvunget til at vende tilbage til Europa, da stærke liberale kræfter skabte nye konflikter i Lissabon i kølvandet på napoleonskrigenes pro-konstitutionalistiske tendenser. Hans ægteskab med den spanske prinsesse Carlota Joaquina var ikke mindre konfliktfyldt, da hun gentagne gange foretog sammensværgelser mod sin mand til fordel for sit hjemland Spaniens interesser. Han mistede samtidig Brasilien til sin søn Pedro, som erklærende landet uafhængigt, mens Johan 6.s anden søn Miguel anførte et oprør med formålet at afsætte sin far. Ifølge nyere forskning kan hans død skyldes en forgiftning med arsenik.
Uanset disse konflikter har Johan 6. sat et varigt aftryk, især i Brasilien, hvor forskere anser ham som den sande ophavsmand til den moderne brasilianske stat. Alligevel anses han af ny-satiriske medier som dovenlars uden politisk indsigt og beslutsomhed. Han afbildes ofte i Brasilien, som en overvægtig og led mand.

## Tidlige liv
João Maria José Francisco Xavier de Paula Luis Antonio Domingos Rafael blev født den 13. maj 1767, mens hans bedstefar, Josef 1. var konge, som den anden søn af den kommende dronning Maria 1., og hendes mand (der også var hendes onkel), den kommende kong Peter 3.. Ved Johans fødsel var de henholdsvis prinsesse af Brasilien og infante af Portugal.
Han var 10 år gammel, da hans bedstefar døde og hans far og mor steg til tronen. Hans ungdom var præget af, at har levede i skyggen af sin ældre bror, José, der både var prins af Brasilien og den 14. Hertug af Braganza, der var den naturlige arving til tronen. Selvom han levede en meget ukulturel ungdom, modtog han den samme strenge uddannelse som sin bror. Han blev malet i en ung alder af en fransk maler, som malede ham i ugunstige farver, der fik ham til at se tøvede og svag. Denne periode har hjulpet historikere med at danne sig et endeligt billede, af Johan som ung.

### Ægteskab og tronfølge krise
Den 8. maj 1785 giftede han sig med den ældste datter af fremtidige konge af Spanien Karl 4. og hans hustru Maria Luisa, infanta Carlota Joaquina af Spanien, der bare var 10 år gammel. Der var en udbredt frygt hos de portugisiske dommere, for at et ægteskab med en spansk prisesse, ville skabe en ny Iberisk Union. På trods af hendes unge alder, blev hun betragtet som veldannet og en livlig pige. Da brudeparret var i familie, måtte der søges dispensation hos Paven i Rom. Efter paven havde godkendt ægteskabet, blev der indgået ægtepagter under opsyn personer fra begge de store riger. Den efterfølgende nat blev der afholdt banket, som havde omkring 2000 gæster.
I begyndelsen af maj 1785 blev Carlota modtaget på hertugslottet Vila Viçosa, og den 9. juni 1785 modtog parret ved en ceremoni, den religiøse vielse i slotskirken. Johans søster infanta Mariana Victoria blev i samme omgang gift med sønnen til Karl 4., Gabriel.
En intensiv brevkorrespondance mellem Johan og Mariana, viser at han tyngedes ved hendes fravær. Ofte sammenlignede han hende, med hans unge kone, skrev han: "Hun er klog og har en masse dømmekraft, hvorimod du har lille, og jeg kan lide hende, men jeg vil aldrig kunne elske hende på lige fod, som jeg elsker dig." Desuden tyngede aldersforskellen på 18 og 10 ham, da han ikke mente at det var et fuldbyrdet ægteskab, når hans kone var så ung. De fik deres første barn (ud af ni) i 1793, Maria Teresa af Braganza.
Hans liv ændrede sig fuldstændigt, da hans storebror, José, døde den 11. september 1788, og hans med ét overtog titlerne som tronarving, prins af Brasilien og den 15. hertug af Braganza. Der havde været store forhåbninger til José, som var foregangsmand med nye idéer i oplysningstiden, blev han kritiseret af de gejstlige for ikke at tilgodese dem.
Johan, var i modsætning til sin bror, kendt for sin religiøsitet og begunstige enevælde. Krisen forværres da Johan i 1791 blev alvorlig syg, og han dermed frygtede for sin fremtidige regentperiode.

## Regentperiode
I mellemtiden viste dronningen tydelige tegn på mental ustabilitet, hvilket fik 17 læger til den 10. februar 1792, at underskrive et dokument, som erklærende hende ude af stand, til at styre riget. Johan var tilbageholdende med at overtage magten, og afviste idéen om at officiel tronfølge, hvilket førte til at flere medlemmer af adelen oprettede en de facto regering, som skulle virke igennem statsrådet. Efter hans beslutning, cirkulerede flere rygter, at han skulle have symptomer på den samme sygdom, som sin mor, og han ikke var kvalificeret til at lede landet.
I forbindelse med henrettelsen af den franske konge, Ludvig 16., i forbindelse med den franske revolution den 21. januar 1793, som blev udført af revolutionære kræfter, førte til en international reaktion hos de store kongeriger. Den 15. juli 1793 underskrev Portugal og Spanien en traktat, som skulle sørge for gensidig hjælp til nedkæmpelse af det revolutionære Frankrig, og støtte med 6.000 portugisiske soldater i Pyrenæerkrigen(1793-1795). Den 26. september trådte England ind under traktaten. Krigen endte i et spansk nederlag, og Frankrig erobrede det nordøstlige Spanien. Dette skabte et kompliceret diplomatisk problem, hvor Portugal ikke var i stand til at slutte frem med Frankrig, uden at skade deres alliance med England, som involverede flere oversøiske interesser. Portugal søgte derfor neutralitet, som dog viste sig at være yderst skrøbelig.
Efter nederlaget opgav Spanien alliancen med Portugal, og sluttede i stedet fred med Frankrig ved freden i Basel. England var for stor en mundfuld for Frankrig, og derfor søgte de imod en invasion af Portugal. I 1799 overtog Johan officielt titlen som regent under sin mor, samme år som Napoleon Bonaparte ved et kup overtog magten i Frankrig, tvang hans Spanien til at sætte et ultimatum for Portugal, der indebar at de skulle bryde alliancen med England, og underlægge landet for franske interesser. Da Johan afslog, blev neutralitet lige pludselig urentabel. Spanien og Frankrig invaderede Portugal i 1801, hvilket er kendt som Appelsinkrigen, hvor Portugal måtte se sig besejret. I Badajoz-traktaten og Madrid-traktaten i 1801, afstod Portugal provinsen Olivenza til Spanien og afstod flere kolonier til Frankrig. Med modstridende interesser blandt alle berørte lande blev krigen præget af flertydige bevægelser og hemmelige aftaler. Portugal, som den svageste spiller, kunne ikke undgå fortsatte kampe. På samme tid kæmpede Johan en kamp hjemme i Portugal mod sin kone, der var loyal over for spanske interesser. Hun forsøgte i 1805 at vælte ham af tronen, hvilet mislykkedes. Hun måtte derfor i gå eksil.